# The Ernie Game
The Ernie Game je kanadské filmové drama z roku 1967. Natočil jej režisér Don Owen podle vlastního scénáře a hlavní roli Ernieho Turnera v něm hrál Alexis Kanner; v dalších rolích se představili například Jackie Burroughs (Gail) či Louis Negin (Ernieho přítel). Roli zpěváka ve filmu hrál Leonard Cohen, který na večírku zazpíval píseň „The Stranger Song“. Film byl oceněn cenou Etrog a byl představen na osmnáctém ročníku Berlínského mezinárodního filmového festivalu.